# Петрович Чкаля, Миодраг

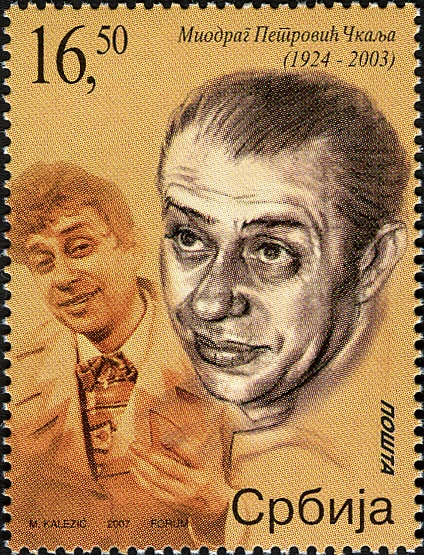
М. Петрович Чкаля на почтовой марке Сербии 2007 г

Миодраг Петрович Чкаля (серб. Miodrag Petrović Čkalja; 1 апреля 1924, Крушевац, Королевство Югославия — 20 октября 2003, Белград, Сербия и Черногория) — сербский и югославский актёр театра, кино и телевидения, одним из самых популярных комиков бывшей Югославии.

## Биография

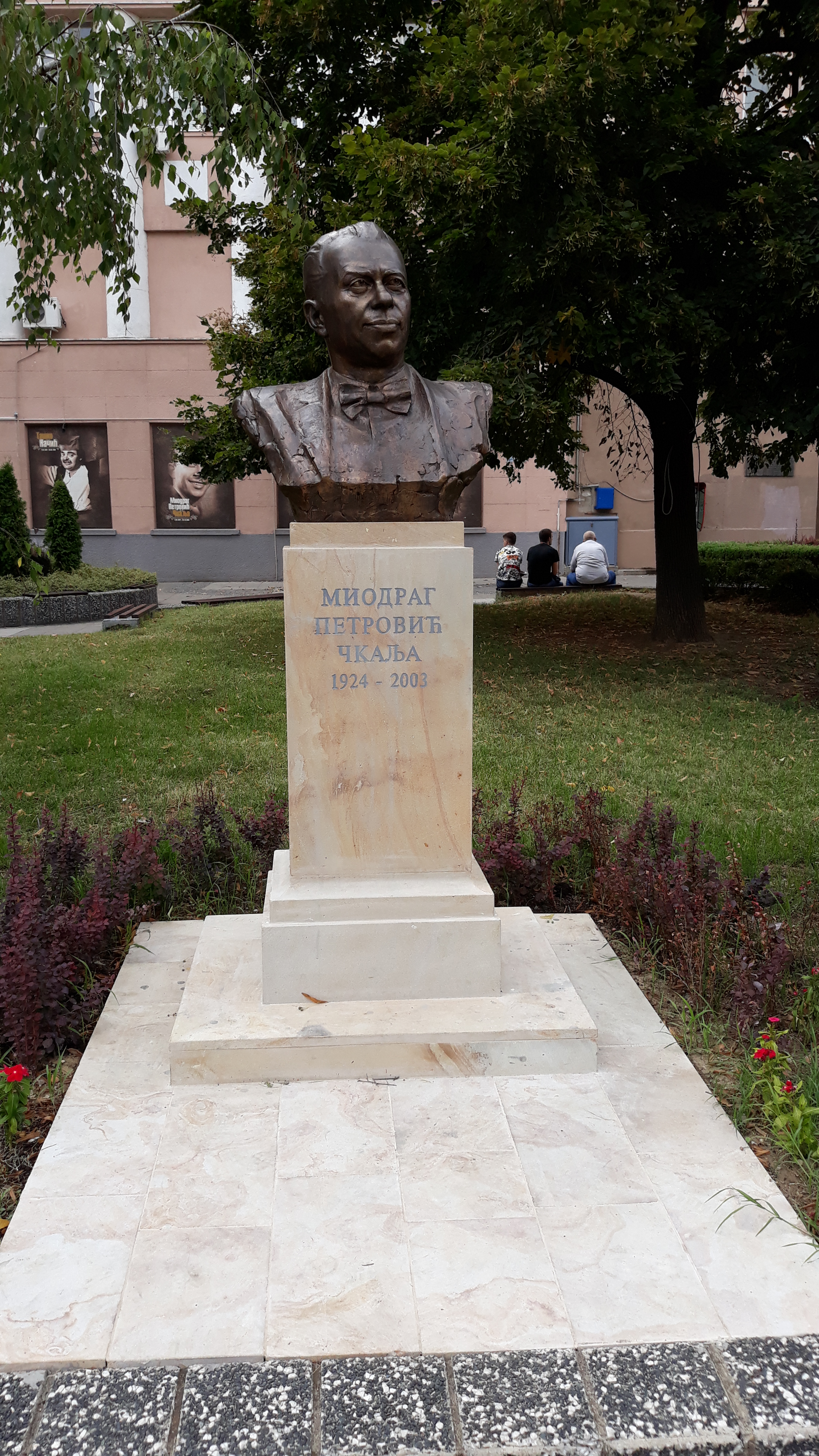
Бюст в Крушеваце

Во время Второй мировой войны — участник партизанского движения, принимал участие в культурно-просветительской группе 47-й дивизии воинской части НОАЮ, сформированной 1 октября 1944 года.
После войны и демобилизации поступил на ветеринарный факультет Белградского университета.
Начинал, как театральный актёр. Проявил особый комедийный талант. С 1951 по 1977 год выступал на сцене «Юмористического театра» в Белграде.
Однако известность ему принесло участие в программах телевидения. С 1959 по 1980-е годы появлялся во многих телевизионных комедийных шоу: Servisna stanica, Dežurna ulica, Spavajte mirno, Sačulatac, Crni sneg, Ljudi i papagaji, Ljubav na seoski način, Kamiondžije и Vruć vetar.
Снялся в более, чем в 100 фильмах и сериалах.

## Награды
Награждён рядом театральных премий, в том числе:
- 1975 — Премия Стерии за актёрское мастерство
- 1991 — премия имени Нушича
- 2001 — премия «Золотая индейка»

## Память
- В 2005 году перед домом, где он родился, в Крушеваце была установлен бюст Чкаля.
- В 2006 году его именем была названа улица в Белграде.
- В 2010 г. учреждена Премия Миодрага Петровича Чкаля.

## Избранная фильмография
- Jezero (1950)
- Crveni cvet (1950)
- Četiri kilometra na sat (1958)
- Diližansa snova (1960)
- Ljubav i moda (1960)
- Zajednički stan (1960)
- Nema malih bogova (1964)
- Sreća u torbi (1961)
- Put oko sveta (1964)
- Na mesto, građanine Pokorni! (1964)
- Orlovi rano lete (1966)
- Zlatna praćka (1967)
- Kad golubovi polete (1968)
- Višnja na Tašmajdanu (1968)
- Bog je umro uzalud (1969)
- Ubistvo na svirep i podmukao način i iz niskih pobuda (1969)
- Silom otac (1969)
- Lepa parada (1970)
- Biciklisti (1970)
- Paja i Jare (1973)
- Avanture Borivoja Šurdilovića (1980)
- Kamiondžije opet voze (1984)